# Piali
Piali পিয়ালী és un riu de Bengala Occidental que va entre el Bidyadhari i el Matla; se separa del primer riu 22.388888°N,088.517360°E Piali পিয়ালী, i corre en direcció sud i sud-oest fins a desaiguar al Matla a uns 25 km més avall de Port Canning. És fondo i s'eixampla progressivament.
Piali new is born city and Railway Station where Sealdah south under state of west bengal. 50000 people live in Piali and 90% literate also maximum people earn very much.